# Sweetie
Sweetie - poznan tudi kot Oroblanco in Pomelit - je sorta agrumov, križanec med pomelom in grenivko. 

Rastlina je rezultat križanja med pomelom in grenivko, vendar uspeva kot samostojno drevo, ki se razmnožuje s potaknjenci.

## Rod citrusov
Do nedavnega je rod Citrus zajemal enajst vrst, pred kratkim pa so strokovnjaki določili, da so izvirni citrusi le trije: mandarina (Citrus reticulata), pomelo (Citrus maxima) in citrona (Citrus medica). 
Med križane citruse so tako všteli vse ostale vrste: pomaranča, limona, grenivka, klementina, bergamot, kinoto, kumkvat, kombava in limeta. Prav tako bi naj vse nekdanje vrste fortunelle bile le križanja s kumkvatom.
Ta klasifikacija sicer ni še splošno sprejeta, a že sedaj veliko večino citrusov strokovno zapisujejo z vmesnim znakom križca ali enostavno z »x«, kar pomeni, da gre za križanec, torej hibrid. Čeprav se lahko zdi čudno, da sta tako vsesplošno znana sadeža, kot sta pomaranča ali limona, le hibrida, ne moremo prezreti osnovnih podatkov o njunem izvoru in gojenju. Strokovno ju je treba prišteti med umetno pridobljene rastline.
Čeprav je rod citrusov sedaj sestavljen samo iz treh vrst, poznamo namreč med agrumi veliko število naravnih odstopanj in nepravilnosti, bodisi v cvetju, bodisi predvsem v sadežih, zaradi česar se dajo dobiti širom po svetu zelo raznoliki primerki. Razen tega so agronomi razvili nešteto hibridov, ki večkrat nimajo stalnih in ponovljivih lastnosti, zato so nekatere vrste na trgu le za določeno dobo. To povzroča težave pri klasifikaciji agrumov. Omeniti je treba tudi dedne spremembe, ki so pri agrumih zelo pogostne. Gre za mutacijo v poganjkih, ki se včasih pojavi iz neznanih razlogov. Na veji se rodi poganjek, iz katerega zraste veja z nekoliko različnimi lastnostmi od ostalega drevesa. Če se ta vejica uporabi kot potaknjenec, zraste drevo s temi različnimi lastnostmi. Velikokrat  so te nove lastnosti nezaželene, zato se spremembo ne želi ohranjati in se mutirana vejica enostavno odstrani. Včasih je pa sprememba toliko zanimiva, da jo agronomi gojijo dalje in tako dobijo novi križanec.

## Sweetie kot križanec
Križanje je bilo uspešno leta 1984 v Izraelu. Izraelski znanstveniki so hoteli narediti grenivko bolj sladko. Čeprav jim je to uspelo, je sweetie še vedno dokaj neznan sadež - verjetno zato, ker ima velik neužiten olupek.

## Opis plodov
Plodovi tega sadeža ostanejo zeleni tudi po tem ko dozorijo. Njegov olupek je gladek in bleščeč, sam sweetie pa je dokaj težak za svojo velikost. Uživamo ga kot grenivko, tako da ga razrežemo na pol. Dodajamo pa ga lahko tudi v različne solate. Vsebuje enako količino kalorij in vitamina C kot grenivka.